# Máttajávri
Máttajávri, enligt tidigare ortografi Mattajaure, är en sjö i Gällivare kommun i Lappland och ingår i Luleälvens huvudavrinningsområde. Sjön har en area på 5,2 kvadratkilometer och ligger 617,1 meter över havet. Sjön avvattnas av vattendraget Njuniseatnu.
Förledet Mátta betyder sydlig eller nedersta, så Máttajávri kan översättas till Nedersta sjön.

## Delavrinningsområde
Máttajávri ingår i det delavrinningsområde (753996-156733) som SMHI kallar för Utloppet av Mattajaure. Medelhöjden är 845 meter över havet och ytan är 34,71 kvadratkilometer. Räknas de 4 avrinningsområdena uppströms in blir den ackumulerade arean 219,84 kvadratkilometer. Njuniseatnu som avvattnar avrinningsområdet har biflödesordning 6, vilket innebär att vattnet flödar genom totalt 6 vattendrag (Sunddegorži, Suorggejohka, Tjävrráädno, Viedásädno, Stora Luleälven och Luleälven) innan det når havet. Avrinningsområdet består mestadels av kalfjäll (85 procent). Avrinningsområdet har 5,2 kvadratkilometer vattenytor vilket ger det en sjöprocent på 15 procent.